# أندريا دونبار
أندريا دونبار (بالإنجليزية: Andrea Dunbar)‏ هي كاتبة مسرحية وكاتِبة بريطانية، ولدت في 22 مايو 1961 في برادفورد في المملكة المتحدة، وتوفيت في 20 ديسمبر 1990 في غرب يوركشير في المملكة المتحدة.

## وصلات خارجية
- أندريا دونبار على موقع IMDb (الإنجليزية)
- أندريا دونبار على موقع قاعدة بيانات الفيلم (الإنجليزية)